# Vitvingad honungsfågel
Vitvingad honungsfågel (Certhionyx variegatus) är en fågel i familjen honungsfåglar inom ordningen tättingar.

## Utseende och läte
Vitvingad honungsfågel är en medelstor honungsfågel med en lång nedåtböjd näbb. Hanen är svart med vit buk, vita vingfläckar och vita paneler i stjärten. Under ögat syns en blå fläck med bar hud. Honan och ungfågeln är enfärgat brun, med subtilt tecknadé vingar och svag fläckning på bröstet. Svart honungsfågel har helsvart ovansida och är mycket mindre. Bland lätena hörs en långsamt visslande fras med ett antal toner.

## Utbredning och systematik
Fågeln placeras som enda art i släktet Certhionyx och förekommer i torra centrala Australien samt utmed kusten i centrala Western Australia. Den behandlas som monotypisk, det vill säga att den inte delas in i några underarter.

## Levnadssätt
Vitvingad honungsfågel förekommer i torra områden i inlandet. Där vandrar den nomadiskt på jakt efter blommande buskar och kan vara vanlig ett år för att försvinna nästa.

## Status
Arten har ett stort utbredningsområde och beståndet anses stabilt. Internationella naturvårdsunionen IUCN listar den därför som livskraftig (LC).